# Loppfrö

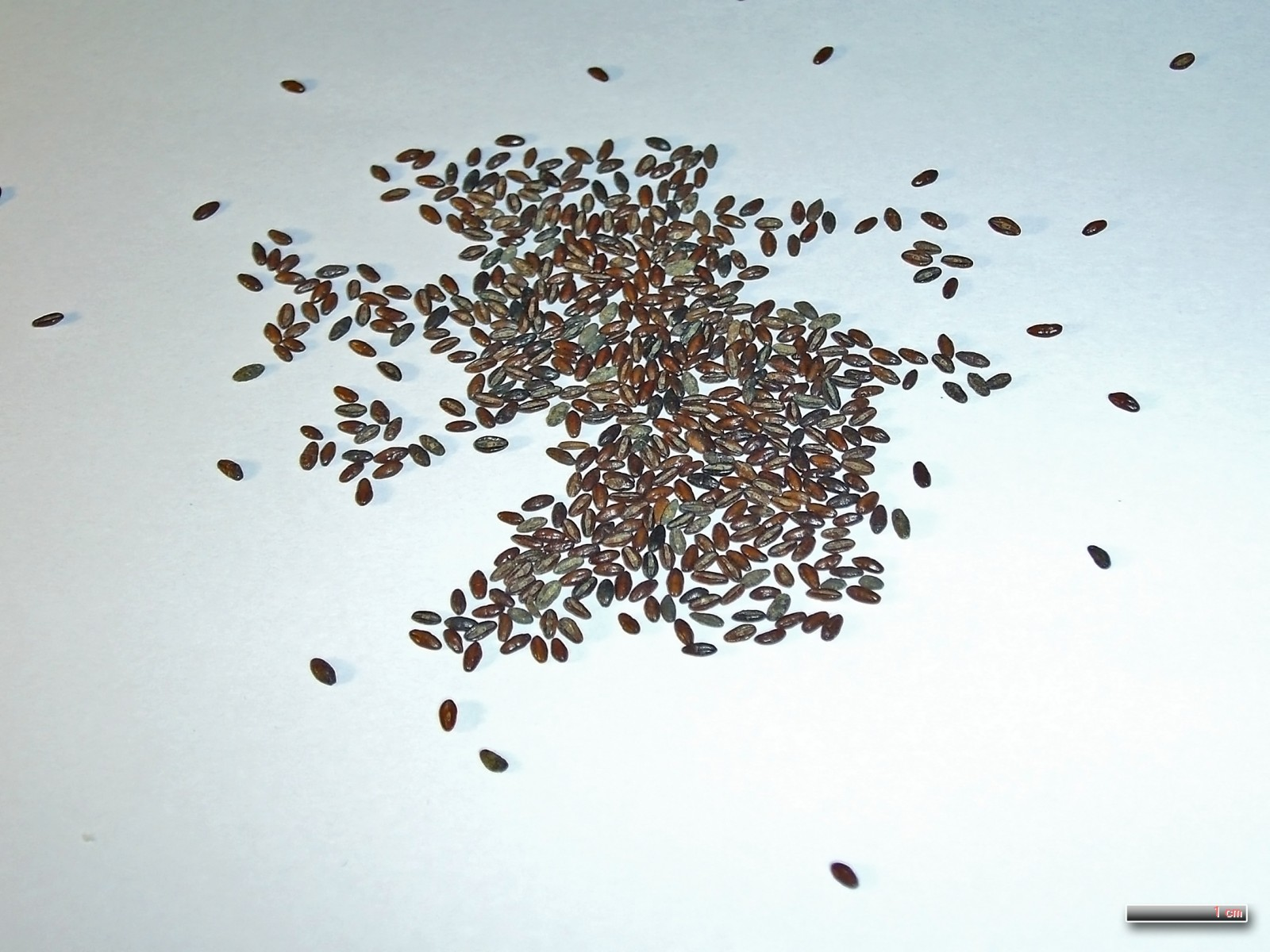
Loppfrö

Loppfrö eller psylliumfrö är små frön från olika arter i grobladssläktet (Plantago). De påminner om linfrön och ingår i ett flertal hälsokost- och naturpreparat. Vid blötläggning bildas ett geléaktigt skikt på utsidan av fröna, och vid förtäring passerar fröna kroppens matsmältningssystem utan att påverkas nämnvärt.[källa behövs] Psylliumfrö används för att öka fiberhalten i olika livsmedel, och har svagt laxerande verkan.[källa behövs]
Benämningen psylliumfrö kommer av det tidigare vetenskapliga namnet Plantago psyllium som inte längre används.
De vanligaste arterna i odling är vitt loppfrö (P. ovata) och spanskt loppfrö (sandkämpar, P. arenaria) som produceras i Europa, Ryssland, Pakistan och Indien.